# Schorndorf
Schorndorf est une ville située en République fédérale d'Allemagne dans le Land du Bade-Wurtemberg.

## Histoire
| Appartenances historiques Comté de Wurtemberg 1251-1442 Comté de Wurtemberg-Stuttgart 1442-1482 Comté de Wurtemberg 1482-1495 Duché de Wurtemberg 1495-1803 Électorat de Wurtemberg 1803–1806 Royaume de Wurtemberg 1806-1871 Empire allemand 1871-1918 République de Weimar 1918–1933 Reich allemand 1933–1945 Allemagne occupée 1945–1949 Allemagne de l'Ouest 1949–1990 Allemagne 1990-présent |

## Monuments
- Max Planck Gymnasium

## Jumelages
- Tulle (France)
- Dueville (Italie)
- Tuscaloosa (États-Unis)
- Kahla (Allemagne)
- Bury (Royaume-Uni)